# Plocholusk
Plocholusk (Platylobium) je rod rostlin z čeledi bobovité. Zahrnuje 4 druhy keřů a polokeřů s dvouřadě uspořádanými jednoduchými listy a žlutými motýlovitými květy, rozšířené výhradně v Austrálii a na Tasmánii. Druh Platylobium formosum je pěstován jako okrasná rostlina.

## Popis
Platylobia jsou přímé, šplhavé nebo plazivé keře a polokeře s dřevnatou podzemní částí, z níž vyrůstá 1 nebo několik tenkých nadzemních stonků. Listy jsou většinou vstřícné, dvouřadě uspořádané, jednolisté, přisedlé nebo řapíkaté, s vejčitými, žíhanými palisty. Květy jsou jednotlivé nebo po několika v úžlabí, přisedlé nebo stopkaté, žluté až oranžové s červenou až hnědou kresbou, podepřené nahloučenými hnědými, papírovitými šupinami, listeny a listenci. Kalich je zakončen 5 zuby, spodní 3 jsou úzké a ostré, horní 2 jsou dlouhé, delší než trubka, na konci široce zaokrouhlené a ve spodní části srostlé. Korunní lístky jsou nehetnaté, pavéza je okrouhlá až ledvinitá, křídla podlouhle vejčitá a kratší než pavéza, člunek je asi stejně dlouhý jako křídla. Tyčinky jsou jednobratré. Semeník je přisedlý nebo stopkatý. Plodem je zploštělý lusk s křídlatým horním švem, obsahující několik semen s kápovitým míškem.

## Rozšíření
Rod plocholusk zahrnuje 4 druhy. Je rozšířen ve východní a jihovýchodní Austrálii a na východě Tasmánie. Nejvíce druhů roste ve státě Victoria. Plocholusky rostou v lesní a keřovité vegetaci v poměrně vlhkých oblastech s mírným, mediteránním až subtropickým klimatem.

## Význam
Některé druhy plocholusků mají význam jako rostliny bránící erozi. Druh Platylobium formosum se pěstuje jako okrasná rostlina.